# Miracles jumeaux

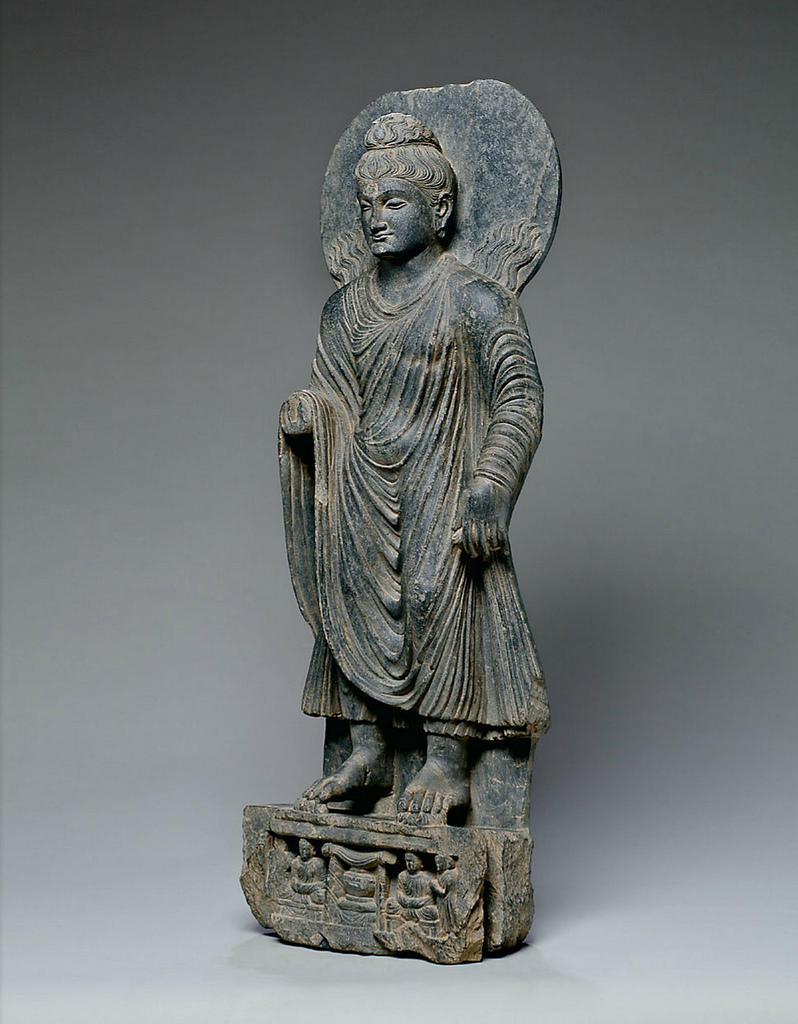
Le Bouddha accomplit les Miracles Jumeaux, de l'eau coulant de ses pieds et des flammes sortant de ses épaules.

Les Miracles Jumeaux, aussi appelés Miracle de Savatthi (en pali), ou Miracle de Śrāvastī (en sanskrit), est l'un des miracles attribués au Bouddha Gautama. Il existe deux versions principales de l'histoire qui varient dans certains détails. Le récit pali du miracle se trouve dans le Dhammapadattakatha et la version sanskrite dans le Pratiharya-sutra. Les bouddhistes le pensent exécuté sept ans après l'illumination du Bouddha, dans la ville indienne antique de Savatthi,. Selon les textes bouddhistes, lors du miracle, le Bouddha émet simultanément du feu de la moitié supérieure de son corps et de l'eau de la moitié inférieure de son corps, avant de les étendre pour illuminer le cosmos. Ce miracle fut accompli lors d'un concours entre Gautama Bouddha et six maîtres religieux rivaux. Dans la tradition bouddhiste sanskrite, c'est l'un des dix actes indispensables que tous les bouddhas doivent accomplir au cours de leur vie, et l'un des « Trente grands actes » dans la tradition de commentaire pali,,. Le miracle lui-même fut accompli deux fois, le Bouddha à Kapilavastu, et à Savatthi,. Il est considéré comme le plus grand miracle de Siddhârta Gautama et comme une chose qui ne peut être accomplie que par des bouddhas pleinement éveillés,.

## Le miracle de Kapilavastu
Selon les textes bouddhistes, lors du retour du Bouddha à Kapilavastu (sa ville natale) après son illumination, ses compagnons de tribu refusèrent de s'incliner devant lui du fait de sa jeunesse. Afin de s'assurer qu'ils lui accordent le respect approprié en tant qu'éveillé, le Bouddha lévite et émet de l'eau et du feu de son corps et alterne leurs positions. Il en résulte que le père du Bouddha, le roi Suddhodana, s'incline devant lui avec respect, le reste de la tribu Shakya faisant de même. Lorsque le Bouddha revint au sol et s'assit, de la pluie se mit à tomber, mais seulement sur les personnes voulant se mouiller. À la suite de cet événement, le Bouddha raconte le Vessantara Jātaka,.

## Le miracle de Savatthi

### Contexte
Selon le récit pali, à l'époque du Bouddha, un riche trésorier suspendait un bol en bois de santal en l'air avec une corde, dans l'espoir de trouver un être éveillé qui puisse s'envoler et le prendre. Pendant six jours, des enseignants de six autres confessions religieuses essayèrent de tromper le trésorier pour qu'il leur donne le bol, mais ils échouèrent. Le septième jour, la nouvelle parvint à l'un des disciples du Bouddha, Pindola Bharadvaja, qui se mit alors à voler et à prendre le bol, convertissant ainsi le trésorier au bouddhisme. Sur le chemin du retour au monastère, il accomplit de nouveau ce miracle devant ceux qui n'avaient pu le voir.
Lorsque le Bouddha en entendit parler, il réprimande Pindola pour avoir utilisé des pouvoirs supranormaux à cette fin, et établit une règle interdisant un tel comportement. Entendant parler de cette règle, six enseignants jaloux de confessions rivales défièrent le Bouddha, pensant qu'il ne montrerait pas de miracle,. Dans le récit sanskrit de l'événement, l'histoire du bol en bois de santal est absente et les six enseignants jaloux, confiants en leurs propres pouvoirs supranormaux, défient le Bouddha à un tournoi de miracle dans l'espoir de gagner des adeptes.

### Le tournoi des miracles

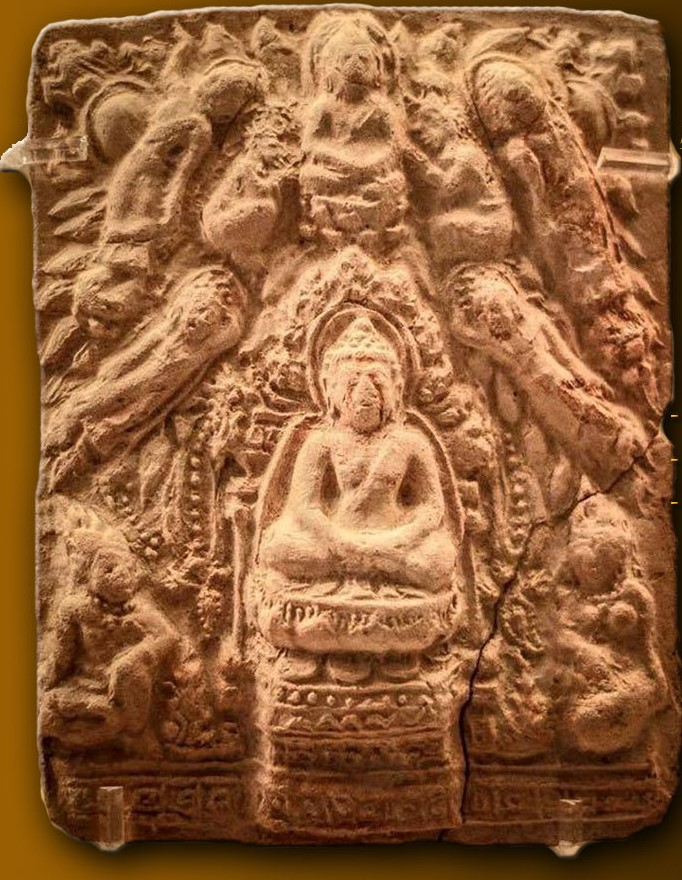
Amulette thaïlandaise montrant les miracles jumeaux

Selon le récit pali, les six enseignants rivaux se présentent chez le roi Bimbisara de Magadha pour parrainer le concours. À la surprise des maîtres rivaux, le Bouddha accepte le défi, déclarant que, de la même manière qu'il est interdit aux sujets de cueillir dans le verger royal, mais pas au roi lui-même, la règle interdisant les miracles s'applique à ses moines, pas à lui. D'après le récit sanskrit, les enseignants rivaux se rendent d'abord chez le roi Bimbasara pour organiser le concours mais le souverain refuse. Ils vont alors chez le roi Pasenadi de Kosala qui accepte d'accueillir le tournoi, à condition que le Bouddha soit d'accord. Dans cette version, le Bouddha déconseille à ses disciples de réaliser de tels miracles, mais le fait lui-même car tous les bouddhas sont censés accomplir les miracles jumeaux.
Le Bouddha déclare qu'il accomplira le miracle à Savatthi le jour de la pleine lune d' Ashala Puja quatre mois après, au pied d'un manguier,. Selon la version pali de l'histoire, les enseignants rivaux, voulant éviter le tournoi, déracinent tous les manguiers de la région avant le concours de miracles. Le jour du tournoi, un jardinier royal trouve une mangue sur le sol qu'il s'apprête à donner au roi, mais il l'offre au Bouddha, le voyant passer. Lorsque l'heure du concours de miracles approche, le Bouddha mange la mangue et plante la graine devant la porte de la ville, après s'être lavé les mains. Un manguier plein pousse immédiatement. Dans la version sanskrite de l'événement, l'épisode de la mangue est absent, mais le Bouddha accomplit à la place d'autres miracles précurseurs dans les jours précédant le tournoi. Par exemple, il manipule l'air pour éteindre un incendie et il restaure les mains et les pieds du frère du roi Pasenadi, qui victime d'une punition injuste.
Le Bouddha crée d'abord une passerelle ornée de pierres précieuses dans les airs et se prépare à accomplir le miracle pour la foule d'observateurs, mais plusieurs de ses disciples interviennent. Chacun propose de réaliser un miracle différent à la place du Bouddha pour aider ce dernier, mais il refuse chaque demande. Le disciple Maha Moggallana est le dernier à le proposer, sa requête est aussi rejetée. Siddhârta déclare alors qu'il doit accomplir le miracle lui-même, car c'est l'un des devoirs d'un bouddha,. Debout au sommet de la passerelle ornée de pierres précieuses, le Bouddha entre dans un état méditatif et émet du feu de la moitié supérieure de son corps et des jets d'eau de la moitié inférieure, puis commence à alterner le feu et l'eau entre les positions, créant un éventail de six couleurs,. Ces deux éléments jaillissent ensuite pour illuminer le cosmos sous les applaudissements du public, alors que le Bouddha enseigne le Dhamma aux observateurs en marchant le long de la passerelle ornée de pierres précieuses,. Dans la version en sanskrit, Bouddha crée plusieurs copies de lui-même.
À la fin du miracle, c'est au tour des chefs religieux rivaux d'accomplir un miracle mais ils sont incapables de bouger. Un vent fort renverse le pavillon qu'ils ont préparé pour le tournoi et les professeurs rivaux s'enfuient, l'un d'eux se suicide. Le Bouddha poursuit le miracle et procède à la création d'un unique duplicata de lui-même, puis la copie lui pose des questions auxquelles il répondrait à son tour afin d'enseigner à l'auditoire,.
On dit qu'après le miracle, le Bouddha monta au paradis de Tavatimsa pendant trois mois pour passer sa retraite des pluies et enseigner l'Abhidhamma à sa mère décédée, conformément à ce que tous les bouddhas sont censés avoir fait après avoir accompli le miracle.
| Le miracle de Sravasti |
| - Statue de Bouddha effectuant le miracle de Shravasti, Gandhara, 100-200 CE. - Miracle de Sravasti, vers le IIe siècle de notre ère - Gandhara - Gandhara, IIIe siècle de notre ère. - Kapisa, IIIe siècle de notre ère. - Gandhara, ch. IIIe siècle de notre ère |